# Hardwell & Friends Vol. 2
Hardwell & Friends è il secondo EP del DJ olandese Hardwell, pubblicato durante l'estate 2017 dalla Revealed Recordings.

## Tracce
1. Badam (with Henry Fong featuring Mr. Vegas) – 2:52
2. Still the One (with Kill the Buzz featuring Max Collins) – 3:36
3. What We Need (featuring Haris) – 3:13
4. Powermove (with Moksi) – 2:54
5. Here Once Again (with Dr. Phunk) – 3:20